# Echelus myrus
Serpenton miro, Hétéroconger
Espèce
Statut de conservation UICN

 LC  : Préoccupation mineure
Echelus myrus, le Serpenton miro ou Hétéroconger, est une espèce de poissons d'eau de mer et saumâtre de la famille des Ophichthidae (ordre des Anguilliformes).

## Répartition
Ce poisson se rencontre dans les pays suivants : Albanie, Algérie, Bosnie-Herzégovine, Bénin, Cameroun, Cap-Vert, Chypre, Croatie, Côte d'Ivoire, Égypte, Espagne, France, Gabon, Gambie, Ghana, Gibraltar, Grèce, Guinée équatoriale, Guinée-Bissau, Guinée, Israël, Italie, Liban, Liberia, Libye, Malte, Maroc, Mauritanie, Monaco, Monténégro, Nigeria, Portugal, République arabe sahraouie démocratique, République du Congo, Sao Tomé-et-Principe, Sierra Leone, Slovénie, Syrie, Sénégal, Togo, Tunisie et Turquie.
Il est présent entre 3 et 550 m de profondeur. On le trouve sur les fonds de boue et de sable des estuaires et des lagunes côtières. Il s'enfouit dans le sable où seule sa tête dépasse.

## Description
Les mâles d’Echelus myrus peuvent mesurer jusqu'à 100 cm de longueur totale mais leur taille habituelle est d'environ 60 cm.
Sa ponte a été observée dans la baie d'Alger au cours des mois d'août et de septembre.

## Echelus myruset l'Homme
Echelus myrus ne présente qu'un intérêt commercial mineur pour les pêcheries.

## Classification
Le nom valide complet (avec auteur) de ce taxon est Echelus myrus (Linnaeus, 1758).
L'espèce a été initialement classée dans le genre Muraena sous le protonyme Muraena myrus Linnaeus, 1758,.
Ce taxon porte en français les noms vernaculaires ou normalisés suivants : Serpenton miro,, Hétéroconger. Il se nomme Madamicella en langue corse.
Echelus myrus a pour synonymes :
- Echelus punctatus Rafinesque, 1810
- Leptocephalus kefersteini Kaup, 1860
- Muraena longicollis Cuvier, 1816
- Muraena myrus Linnaeus, 1758
- Muraena vulgaris Kaup, 1856
- Myrus vulgaris (Kaup, 1856)

### Étymologie
Le nom générique, myrus, reprend le nom historiquement donné à cette anguille dans le livre de Guillaume Rondelet De piscibus marinis, libri XVIII, in quibus veræ piscium effigies expressæ sunt publié en 1554, mais le nom est peut-être plus ancien encore. Il est présumé être la latinisation du grec ancien μῦρος, mū́ros, qui a deux définitions, soit « sorte d'anguilles », soit « murène mâle ».